# Garten-Bänderschnecke
Die Garten-Bänderschnecke (Cepaea hortensis), auch Weißmündige Bänderschnecke genannt, gehört zu den Lungenschnecken und kann leicht mit der nah verwandten Hain-Bänderschnecke (Cepaea nemoralis) verwechselt werden. Sie kann bis zu fünf Jahre alt werden.

## Merkmale

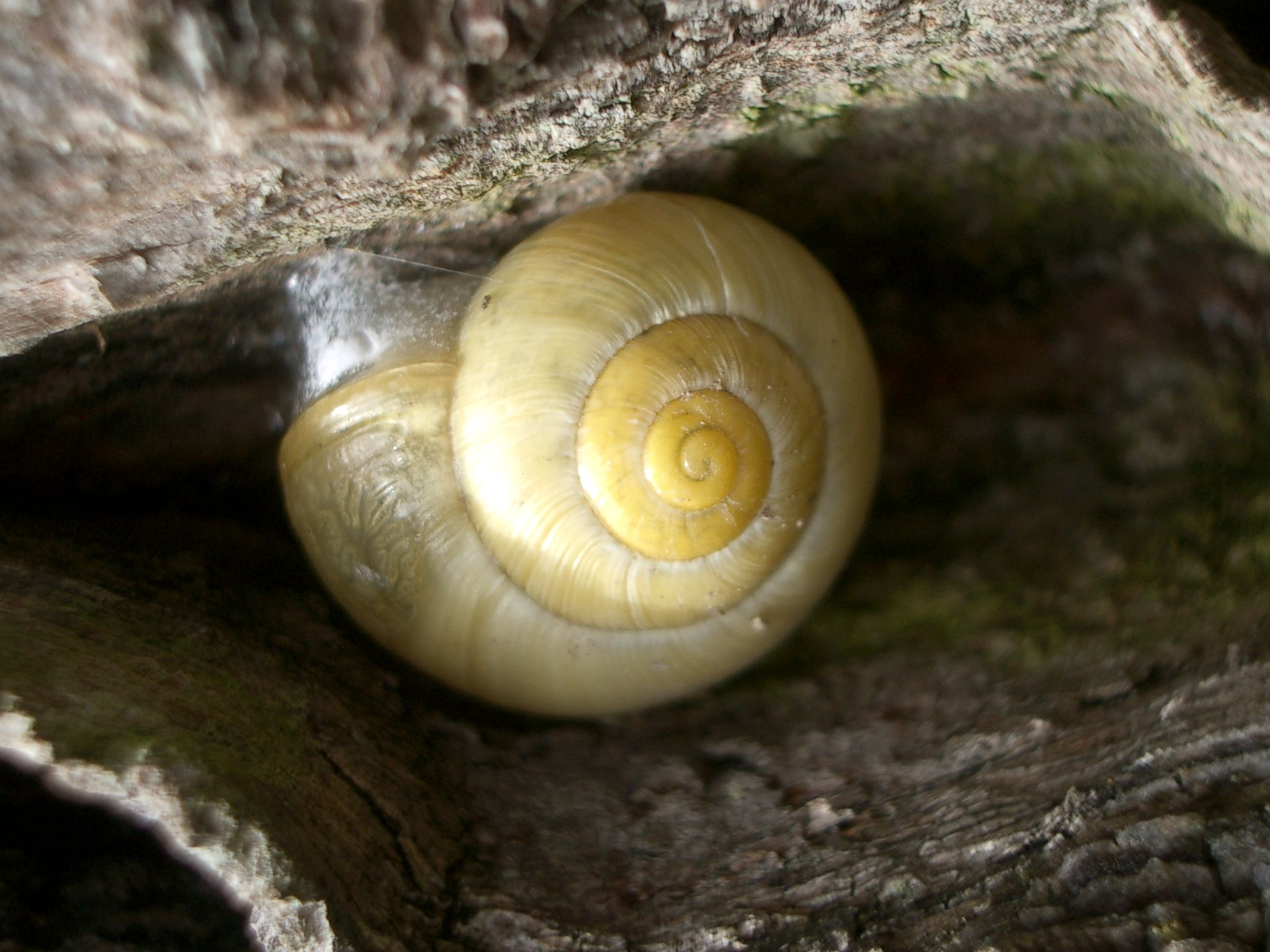
Reingelbe Morphe der Garten-Bänderschnecke

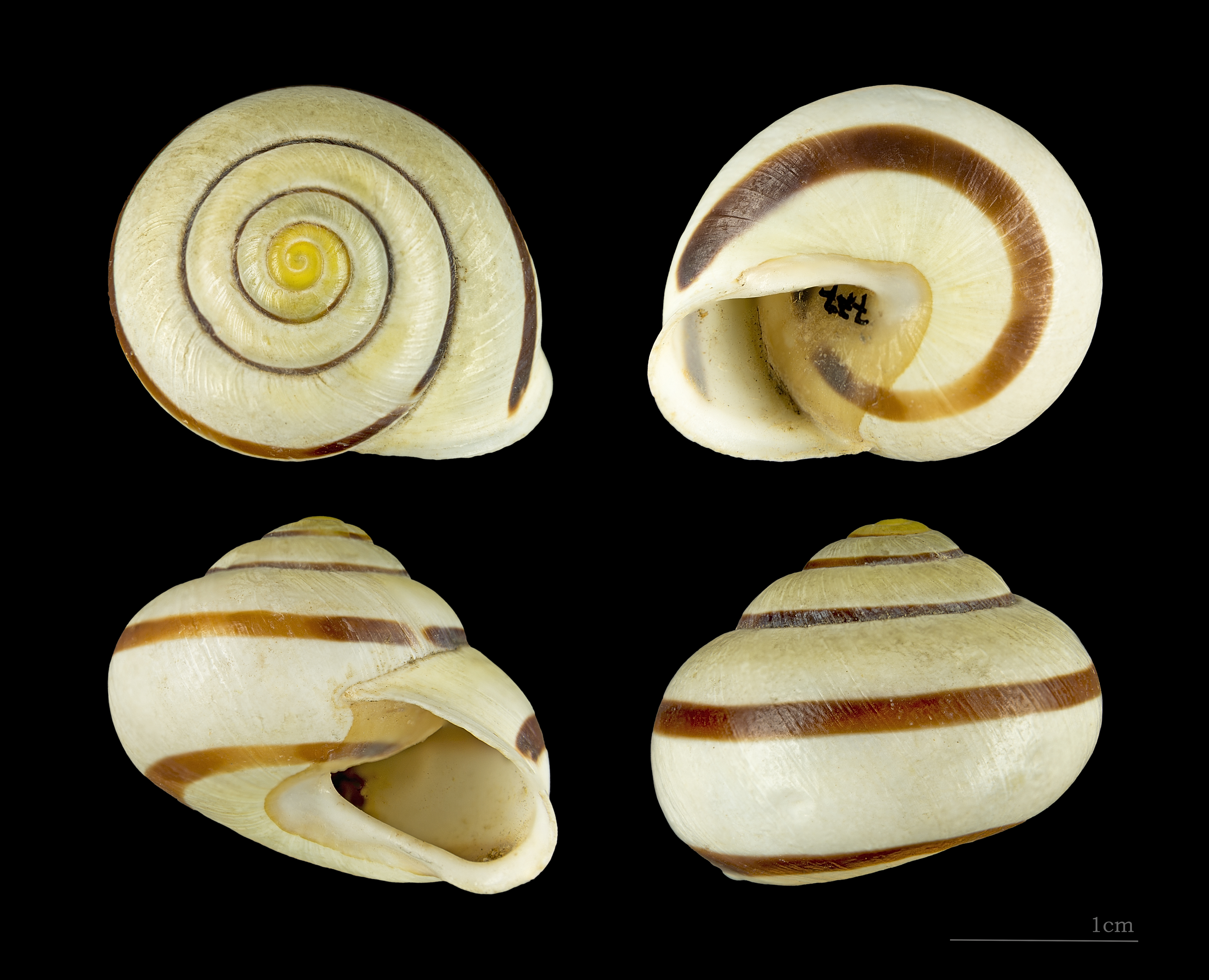
Garten-Bänderschnecke

Die Mündung ist bei der Garten-Bänderschnecke hell, während die Hain-Bänderschnecke eine dunkle Mündung besitzt. Weitere Unterschiede sind vier oder mehr Drüsenanhänge am Genitalapparat bei C. hortensis (bei C. nemoralis sind es drei oder weniger) und gegabelte Klingen des Liebespfeils.
Ihr Gehäuse ist gelblich mit variablen braunen oder schwarzen Streifen, weswegen sie landläufig auch als Schnirkelschnecke bezeichnet wird. Mit einem Gehäusedurchmesser von 25 mm gehört sie zu den eher kleinen Schneckenarten.
Die Garten-Bänderschnecke gehört hinsichtlich ihrer Färbung zu den variabelsten Schnecken überhaupt (Farb-Polymorphismus). An den Gehäusen finden sich meist bis zu fünf dunkelbraune unterschiedlich breite spiralige Bänder. Manche Exemplare derselben Population haben jedoch überhaupt keine Bänder.

## Vorkommen und Lebensweise
Verbreitet ist die Art in weiten Teilen von West- und Mitteleuropa. Sie ist von März bis Oktober aktiv und ernährt sich nicht von krautigen Pflanzen, sondern vorwiegend von Algen, weshalb sie in Gärten nicht als Schädling auftritt. In den Wintermonaten zieht sie sich in ihr Gehäuse zurück und verschließt die Öffnung. Sie verbringen diese Zeit in der Kältestarre häufig direkt auf dem Erdboden unter Laub und Gras.
Oft findet man Gehäusetrümmer bei sogenannten Drosselschmieden – Steinen, auf denen Singdrosseln die Schneckengehäuse zerschlagen.
Die Garten-Bänderschnecke ist Zwischenwirt für den Dachs-Lungenwurm Aelurostrongylus falciformis.

## Fortpflanzung
Garten-Bänderschnecken sind Zwitter.
Mit ungefähr zwei Jahren ist die Schnirkelschnecke erwachsen und kann sich dann paaren. Nach der Befruchtung legt sie 40–100 weißliche runde 2 mm große Eier in eine Erdmulde. Die Jungschnecken schlüpfen bereits mit dem Gehäuse nach 21 Tagen. Die Jungschnecken kriechen aus dem Boden und suchen sich sofort selbst ihr Futter.